# PSR J1311-3430
PSR J1311-3430 is een pulsar met een omwentelingssnelheid van 2,5 milliseconden. Om de neutronenster cirkelt in ieder geval een planeet (of voormalige ster) met de aanduiding PSR J1311-3430-b. De pulsar werd in 1994 ontdekt als bron van gammastraling en de planeet, ter grootte van ongeveer 12 (±2) keer Jupiter, werd in 2012 ontdekt. De ster is nog zo krachtig dat deze de planeet doet verdampen. Pulsars die dit doen worden ook wel Black Widow Pulsars genoemd. Het zonnestelsel van PSR J1311-3430 is zo klein, dat het zijn geheel in de Zon zou passen.

## Ontdekking
De Energetic Gamma Ray Experiment Telescope ontdekte in 1994 een tot dan toe onbekende bron van gammastraling. De bron kwam in de Fermi all-sky map bekend te staan als 2FGL J1311-3430. Omdat er geen radiosignalen bij ontdekt werden, kwam het signaal te boek te staan als een ongeïdentificeerde gammastralingsbron. De planeet draait zo snel om de pulsar heen, dat die de radiosignalen waarschijnlijk blokkeert en verstrooid, waardoor deze niet waargenomen kunnen worden, ook al zend de pulsar ze zeer waarschijnlijk wel uit. Uit later onderzoek door de Fermi Gamma-ray Space Telescope bleek dat de straling een puls heeft en dus niet constant is. In 2012 bleek dat de (dan nog niet als zodanig geïdentificeerde) pulsar een substellaire partner heeft. Substellair betekent dat het object net niet groot, zwaar en heet genoeg is om een ster te kunnen worden. Maar in dit geval kan het ook zo zijn dat het ooit een ster was en gedeeltelijk is opgegeten door wat nu de pulsar is. Door materiaal van de partner te stelen groeide de latere pulsar, waardoor deze sneller is gaan draaien en de twee hemelobjecten zijn daardoor ook dichter naar elkaar toe komen te staan, wat nu de kleine omlooptijd en de krappe baan verklaard. Deze planeet wordt door de straling van de pulsar zo sterk geraakt dat de oppervlakte verdampt wordt door de gammastraling. De planeet wordt dus zowel verorberd, als verdampt door de pulsar. Het object werd toen waargenomen door optische telescopen. De metgezel blijkt zeker acht keer zwaarder te zijn dan Jupiter, maar heeft op z'n hoogst een diameter van 0,6 keer dat van de planeet. De stellaire partner is dus kleiner en toch twaalf keer (met een afwijking van twee keer de massa, dat is gelijk aan 3814 keer (met een afwijking van 363) zwaarder dan de Aarde) zwaarder dan de gasreus Jupiter. Met deze gegevens concludeerden wetenschappers van het Max Planck Institute for Gravitational Physics dat PSR J1311-3430b: een dichtheid heeft van 30 keer die van de Zon en dat deze 2,15 tot 2,7 keer zo zwaar is. 

## Records
Voor zover bekend is dit het eerste binaire stelsel met een milliseconde pulsar, door de nieuwe onderzoeksmethode waarmee dit stel ontdekt is, zal daar mogelijk nog wel verandering in komen. Dit stelsel heeft verschillende records neergezet. De twee hemellichamen draaien in 93 minuten rondom hun gemeenschappelijke zwaartepunt en dat is voor een binair zonnestelsel met een pulsar een record. Daarbij komt ook dat de afstand van de twee slechts 1,4 keer de afstand is van de Aarde naar de Maan. Ook dit is voor een pulsar een record.